# Кліффорд (Індіана)
Кліффорд (англ. Clifford) — місто (англ. town) в США, в окрузі Бартолом'ю штату Індіана. Населення — 205 осіб (2020).

## Географія
Кліффорд розташований за координатами 39°16′56″ пн. ш. 85°52′9″ зх. д. / 39.28222° пн. ш. 85.86917° зх. д. (39.282341, -85.869177).  За даними Бюро перепису населення США в 2010 році місто мало площу 0,27 км², уся площа — суходіл. В 2017 році площа становила 0,23 км², уся площа — суходіл.

## Демографія
Згідно з переписом 2010 року, у місті мешкали 233 особи в 94 домогосподарствах у складі 62 родин. Густота населення становила 854 особи/км².  Було 114 помешкання (418/км²).
Расовий склад населення:
| - 99,1 % — білих - 0,4 % — корінних американців |

До двох чи більше рас належало 0,0 %. Частка іспаномовних становила 1,7 % від усіх жителів.
За віковим діапазоном населення розподілялося таким чином: 30,5 % — особи молодші 18 років, 59,2 % — особи у віці 18—64 років, 10,3 % — особи у віці 65 років та старші. Медіана віку мешканця становила 35,6 року. На 100 осіб жіночої статі у місті припадало 119,8 чоловіків;  на 100 жінок у віці від 18 років та старших — 105,1 чоловіків також старших 18 років.
Середній дохід на одне домашнє господарство  становив 65 962 долари США (медіана — 40 938), а середній дохід на одну сім'ю — 51 691 долар (медіана — 43 750). Медіана доходів становила 38 250 доларів для чоловіків та 39 750 доларів для жінок. За межею бідності перебувало 18,8 % осіб, у тому числі 31,5 % дітей у віці до 18 років та 11,1 % осіб у віці 65 років та старших.
Цивільне працевлаштоване населення становило 101 осіб. Основні галузі зайнятості: виробництво — 32,7 %, мистецтво, розваги та відпочинок — 17,8 %, роздрібна торгівля — 12,9 %, освіта, охорона здоров'я та соціальна допомога — 11,9 %.